# Ecuavisa
Ecuavisa es una cadena de televisión abierta ecuatoriana, fundada el 1 de marzo de 1967 como Canal 2. Su principal actividad es la operación del canal de televisión privada del mismo nombre en Ecuador; está operada por Corporación Ecuatoriana de Televisión S.A., en la ciudad de Guayaquil, y por Televisora Nacional C.A., en la ciudad de Quito.
Comenzó sus transmisiones el 1 de marzo de 1967, y es considerado como uno de los canales más importantes del país.
En la actualidad, es miembro de la Asociación de Canales de Televisión del Ecuador, la cual volvió a estar presente desde 2010, de la Organización de Telecomunicaciones de Iberoamérica y de la Alianza Informativa Latinoamericana (AIL).

## Historia
Ecuavisa empezó a transmitir su señal el 1 de marzo de 1967 como Canal 2 donde fue fundado por la iniciativa de Xavier Alvarado Roca, cuyo grupo económico tiene lazos con ENSA (Editores Nacionales S.A., la cual edita entre otras revistas como "Vistazo", "Hogar", "Estadio", etc.); SENEFELDER (industria gráfica) y varios negocios más. Los estudios de la televisora se ubicaron en Guayaquil, en la cima del Cerro del Carmen, el cual era el sitio más alto de la ciudad en aquella época, hecho que lo convertía en el mejor lugar para la emisión de señales de televisión. No obstante, inicia sus transmisiones el 1 de marzo de ese mismo año.
Posteriormente, el 21 de junio de 1970, se funda Televisora Nacional Canal 8 en Quito junto con el periodista Jorge Mantilla Ortega, que transmitía los programas de Ecuavisa para la capital ecuatoriana y otras ciudades de la región Sierra. La programación se retransmitía desde Quito para todo el país bajo el lema  "Cadena de la unidad nacional". Diario El Comercio mantuvo este canal como parte de su organización. En 1981, la cadena de televisión cambia de nombre a Ecuavisa. En 1989, el Grupo El Comercio decide vender la televisora.
El 9 de mayo de 2013, Ecuavisa lanzó su propia señal en alta definición.

## Señal

### Nacional
Se encuentra en el Canal 2 de Guayaquil para las provincias de la Costa y Sierra Centro Sur del país: Esmeraldas, Santo Domingo de los Tsáchilas, Manabí, Guayas, El Oro, Los Ríos, Santa Elena, Azuay y Loja y Canal 8 de Quito para las provincias de la Sierra Centro Norte y Oriente del Ecuador: Carchi, Imbabura, Pichincha, Cotopaxi, Tungurahua, Chimborazo, Bolívar, Napo y Pastaza y tiene repetidoras que le permiten llegar a casi todo el territorio ecuatoriano, además de estar disponible en varias operadoras de televisión por cable.

### Internacional
En los últimos años, Ecuavisa lanzó su señal internacional "Ecuavisa Internacional", para el Sur de Canadá, España, Italia y  Estados Unidos, en este último por el sistema satelital DirecTV en el paquete de canales latinos "DirecTV para todos".
Inicialmente la cadena era accesible en abierto para toda Europa desde marzo de 2006 en forma digital sin codificación a través el satellite Hispasat en España era transmitido por Digital+ y Red ONO.
El 30 de junio de 2011 el canal Ecuavisa Internacional cesó sus emisiones en España debido a que los operadores españoles no mostraron buena cara y apoyos al canal para continuar con sus emisiones, por ello el canal cesó sus emisiones solo en España, en los operadores ONO, Movistar TV y Euskaltel únicos operadores donde emitía el canal. y en España por medio de la cadena ONO dentro del Paquete Latino,

## Programación

### Programas nacionales
- Televistazo (1967-presente), con emisiones central y estelar. Salió al aire el 1 de marzo de 1967 convirtiéndose en el primer noticiero de Ecuavisa, producido en Guayaquil, emisión central presentado por Estéfani Espín y Pedro Jiménez (1:00 PM), emisión estelar, conducida por Juan Carlos Aizprúa y Andrea Báez (7:00 PM).[14]
  - Televistazo en la Comunidad, noticias de carácter social, con señales separadas para Quito conducido por Yayo Vicuña y Alejandra Proaño, y Guayaquil conducido por Samanta Mora y Fernando Terranova.
  - Contacto Directo en Televistazo, noticias y entrevistas en vivo conducido por Lenin Artieda.
- Políticamente Correcto, programa dominical de periodismo, análisis y conclusiones, presentado por Claudia Roura y Carlos Rojas.
- En Contacto, programa de variedades matinal con noticias de actualidad sobre entretenimiento, farándula y entrevistas presentado por  Gaby Díaz, Virginia Limongi, Henry Bustamante, José Urrutia, Dora West y Diego Spotorno.[15][16][17][18][19]
- Los Hackers del Espectáculo, programa de farándula nacional presentado por Mariela Viteri, Samantha Grey, Aura Arce, Lisette ,Cedeño y Leonardo Quezada, Gabriela Gusman.[20][21]
- Piso 17, programa deportivo y de entretenimiento, producido en alianza con Zapping. Presentado por Francisco Molestina, Javier Klimowicz, Bianca Ocaña, Daniel Reinoso y Josselyn Centeno.[22]
- Hacia un nuevo estilo de vida, programa de variedades dominical enfocado en temas médicos y de bienestar, conducido por el Dr. Marco Albuja.
- Panorama Internacional, noticiero matinal de los domingos por la mañana, está al aire desde 2006 conducido por Carolina Aguirre y Alfredo Pinoargote Quiroz.[23]
- Esta semana, resumen semanal de noticias emitido los domingos, conducido por Pedro Jiménez.
- Entre flashes, programa de farándula internacional emitido los domingos, presentado por Nicole Rubira.[24]

## Producciones del canal
Ecuavisa ha realizado producciones dramáticas nacionales como "Por Amor Propio", "El Ángel de Piedra", "La Jaula", "Isabela", "Ángel o Demonio", "Dulce Tormento", "María Soledad", "Puerto Lucía", "Sin límites", "Yo vendo unos ojos negros", "Amores que matan", "El Cholito", "El secreto de Toño Palomino", "El exitoso Lcdo. Cardoso", "La taxista", "La Trinity", "Sharon la Hechicera", "Sí se puede" y "Compañía 593". También se ha destacado en la realización de producciones originales de variado contenido como "Así pasa", "El Combo Amarillo", "3 Familias" y "Visión 360", y series como "Secretos" y "El más Querido" Los Garcia.

## Alianzas

### Asociaciones y organizaciones
- Asociación de Canales de Televisión del Ecuador volvió a estar presente desde 2010[3]
- Organización de Telecomunicaciones de Iberoamérica (OTI)[4]
- Alianza Informativa Latinoamericana (AIL)[5]

## Locutores
El canal tiene y ha tenido locutores los cuales graban para los inicios y cierre de transmisiones, las intro y cierre de los programas, para las promo, los genéricos y las continuidades del canal, algunos de estos locutores son:
- Mercedes Mendoza (1967-1995)
- Gabriel Eljuri (1989-1993)
- Javier Gamboa (1999-2000)
- Fabián Toro (1995-1998, 2025-presente)
- Emilio García (2000-presente)
- Israel Brito (2020-2024)

## Logotipos

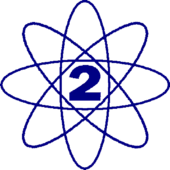
1967 - 1970 (Primera versión)
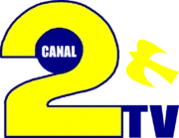
1967 - 1970
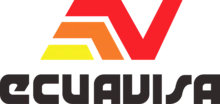
1982 - 2000
2007 - 2014
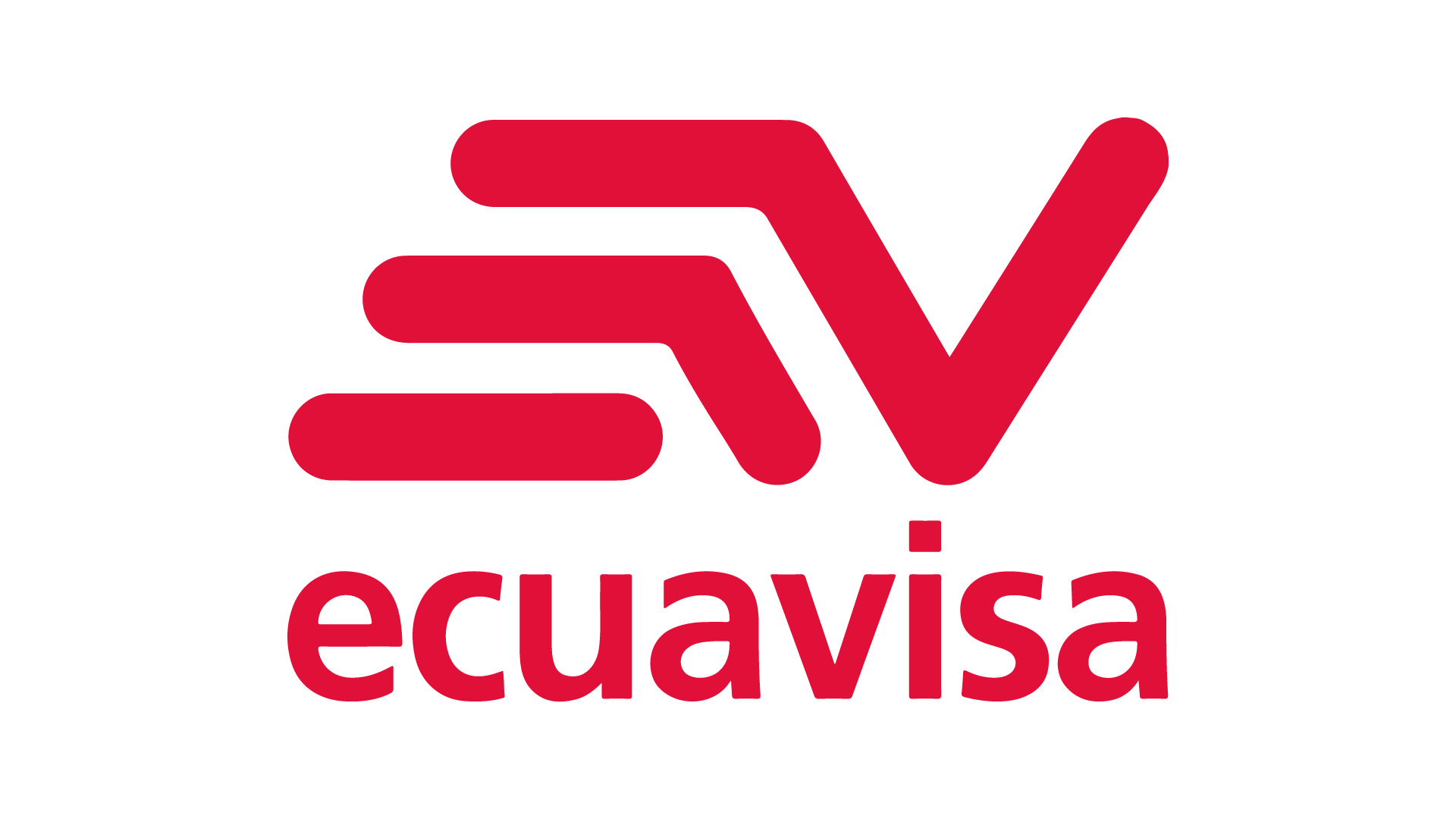
2014 - presente

## Eslóganes
Desde sus inicios, Ecuavisa en 1967 con "Un canal de Televisión" hasta 2023 con "Está donde estás".[cita requerida]